# Tay (fleuve)
 (mai 2022).
Si vous disposez d'ouvrages ou d'articles de référence ou si vous connaissez des sites web de qualité traitant du thème abordé ici, merci de compléter l'article en donnant les références utiles à sa vérifiabilité et en les liant à la section « Notes et références ».
 (mai 2022).
Pour les articles homonymes, voir Tay.
La Tay (en anglais River Tay) est le plus long fleuve d'Écosse avec une longueur de 193 km.

## Géographie
Issu des monts Grampians, le fleuve s'élargit dans sa partie centrale pour former le loch Tay, arrose Perth puis s'ouvre en Mer du Nord par un large estuaire au bord duquel se trouve Dundee. Cet estuaire est connu sous le nom de Firth of Tay.

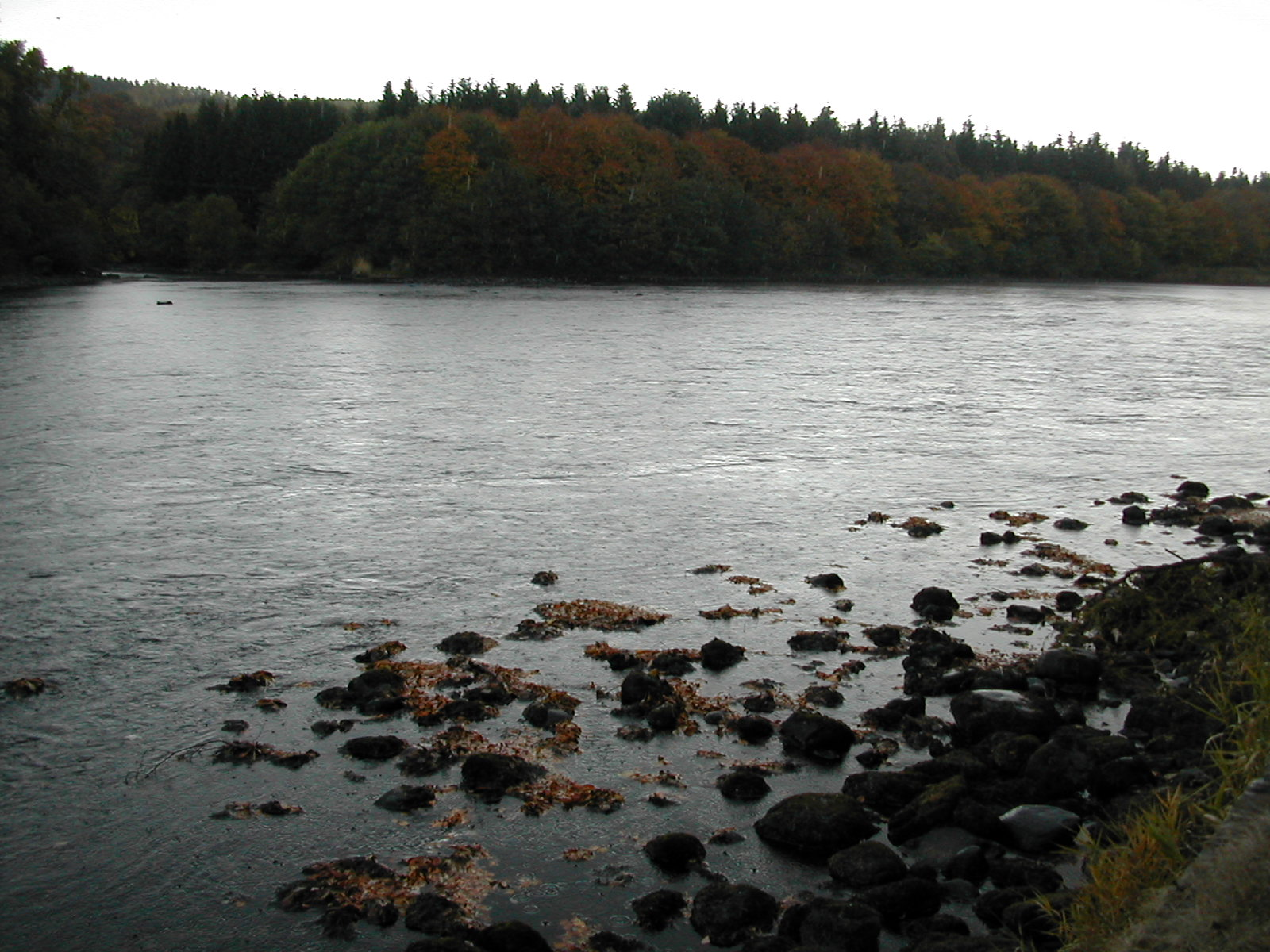
Le fleuve Tay, à proximité de Dunkeld.